# August Kirchberg
August Kirchberg (* 2. Juli 1863 in Mülheim an der Ruhr; † 31. August 1945 ebenda) war der Mitbegründer und erste Geschäftsführer der Mülheimer Wohnungsbaugenossenschaft (MWB).

## Leben und Wirken
1898 gründete August Kirchberg gemeinsam mit 22 Mülheimer Bürgern die „Spar- und Baugenossenschaft evangelischer Bürger und Arbeiter Mülheim an der Ruhr“ und legte damit den Grundstein für die heutige Mülheimer Wohnungsbau eG (MWB). Er gab seinen ursprünglichen Beruf als Gerber auf, wurde Geschäftsführer der Baugenossenschaft und übte dieses Amt bis ins hohe Alter von 80 Jahren aus. Darüber hinaus gehörte er von 1902 bis 1933 der Mülheimer Stadtverordnetenversammlung an und war seit 1918 Vorsitzender der von ihm nach dem Ersten Weltkrieg mitgegründeten Deutschen Volkspartei (DVP) in Mülheim an der Ruhr.
1930 wurde eine Straße in Mülheim an der Ruhr nach ihm benannt (Kirchbergshöhe).

## Weitere Quellen
- Stadtarchiv Mülheim an der Ruhr, Bestand 1550/20